# Gonzalo Sorondo
Gonzalo Sorondo (ur. 9 października 1979 w Montevideo) – urugwajski piłkarz występujący na pozycji środkowego obrońcy.

## Kariera klubowa
Gonzalo Sorondo zawodową karierę rozpoczynał w 1998 roku w zespole Defensor Sporting. W drużynie tej występował przez cztery sezony, w trakcie których rozegrał 61 meczów. W 2001 roku przeniósł się do Włoch, gdzie podpisał kontrakt z Interem Mediolan. W pierwszym sezonie występów w ekipie "Nerazzurrich" Sorondo rozegrał jedenaście meczów, jednak w kolejnych rozgrywkach już ani razu nie pojawił się na boisku. Na San Siro urugwajski obrońca nie mógł liczyć na regularne występy, dlatego też zostawał wypożyczany do innych klubów. Sezon 2003/04 spędził w Standardzie Liège, z którym zajął trzecie miejsce w rozgrywkach Eerste Klasse. W 2005 roku trafił do występującego w Football League Championship Crystal Palace F.C., a w rozgrywkach 2006/07 reprezentował barwy Charlton Athletic F.C., z którym spadł z Premier League. Następnie Gonzalo powrócił do Defensoru Sporting. Przez dwa sezony pełnił tam rolę rezerwowego, a w 2007 roku przeszedł do brazylijskiego Internacional Porto Alegre.

## Kariera reprezentacyjna
Sorondo w reprezentacji swojego kraju zadebiutował 15 sierpnia 2000 roku w spotkaniu przeciwko Kolumbii. W 2002 roku Víctor Púa powołał go na Mistrzostwa Świata. Na mundialu tym "Charrúas" zajęli trzecie miejsce w swojej grupie i odpadli z turnieju. Sam Gonzalo na boiskach Korei Południowej i Japonii zagrał we wszystkich trzech meczach. W pojedynkach z Danią i Francją na boisku przebywał przez pełne 90 minut, natomiast w spotkaniu przeciwko Senegalowi z powodu kontuzji w 32 minucie zastąpiony został przez Mario Regueiro. Łącznie w barwach drużyny narodowej Sorondo wystąpił już w ponad 25 meczach.